# Socialdemòcrates (EUA)
Socialdemòcrates (EUA) (en anglès: Social Democrats, USA) és un partit polític nord-americà. Es va crear el 30 de desembre de 1972 arran d'una escissió del Partit Socialista d'Amèrica, del qual en formava l'ala dreta. El nou partit fou dirigit per Bayard Rustin, un activista emblemàtic del moviment pels drets civils i antic col·laborador de Martin Luther King. L'organització, molt profundament anticomunista, es conforma com un grup de pressió que intenta, sense èxit, influir en els líders sindicals. Va ser membre de la Internacional Socialista de 1973 a 2005.